# Chorwaci molizańscy
Chorwaci molizańscy (chorw. Moliški Hrvati, wł.  Slavomolisani) – określenie ludności pochodzenia chorwackiego zamieszkującej włoski region Molise.
Są to potomkowie przybyszów z przełomu XV i XVI wieku, tzw. trzeciej fali migracji południowosłowiańskiej na teren dzisiejszych Włoch, związanej z najazdem osmańskim na Bałkany. Do dziś chorwacką tożsamość i znajomość dialektu molizańsko-chorwackiego, zwanego na-našo („po naszemu”), zachowało niecałe dwa tysiące osób. Zamieszkują oni przede wszystkim trzy miejscowości w północno-wschodniej części prowincji Campobasso (Kampavaša), na górskim obszarze pomiędzy rzekami Trigno i Biferno:
- Montemitro / Mundimitar – 460 mieszkańców, zamieszkana przez Słowian od 1508 r.
- Acquaviva Collecroce / Živavoda Kruč – 674 mieszkańców, zamieszkana przez Słowian od 1561 r.
- San Felice del Molise / Filić – 708 mieszkańców, zamieszkana przez Słowian od 1518 r.

Charakterystyczny dla wszystkich trzech jest postępujący spadek liczby ludności, związany z migracjami ekonomicznymi do większych miast i lepiej rozwiniętych regionów Włoch, oraz stopniowa asymilacja z włoską większością, która w przeciągu XIX i XX wieku dokonała się w przypadku pozostałych chorwackomolizańskich miejscowości, takich jak Palata czy San Giacomo degli Schiavoni (Štijakov).
W ustawie z 1999 r. Chorwaci molizańscy uznani są za mniejszość etniczną, a ich dialekt wymieniony jest pośród „języków mniejszościowych”. Od roku 1996 obowiązuje też bilateralna włosko-chorwacka umowa o prawach mniejszości narodowych.
Począwszy od lat 90. w szkołach trzech molizańskich miejscowości prowadzone są zajęcia z języka chorwackiego, ważną rolę w podtrzymywaniu odrębności językowej pełnią również lokalne stowarzyszenia kulturalne: Naša zemlja — La nostra terra (zał. 1968), Naš grad (zał. 1997) i Agostina Piccoli (zał. 1999). W Montemitro/Mundimitarze znajduje się honorowy konsulat Chorwacji.